# Gottsunda
Gottsunda är en stadsdel i Uppsala (cirka 7 km sydväst om Uppsala centrum) med bebyggelse framför allt från 1960- och 1970-talen.

## Samhället
I Gottsunda finns en skola från 1976 (som brann ner 2018) och en kyrka uppförd 1980. De äldre byggnaderna ingår i miljonprogrammet. I Gottsunda Centrum finns affärer, restauranger och ett inomhusbad med sporthall.  Även en filial till Arbetsförmedlingen finns, liksom teater, bibliotek, apotek, systembolag, ålderdomshem och vårdcentral med mödra- och barnhälsovård. Bland större affärer kan Ica, Willys och Lidl nämnas. Skolor finns upp till och med högstadium. Stadsdelens befolkning uppgick 2015 till 10 198 personer, varav 5 568 (54,6 %) med utländsk bakgrund.
Stadsdelen är i huvudsak byggd enligt SCAFT-planering med en huvudgata, Hugo Alfvéns väg, från Norby i nordväst till Sunnersta i sydost. Genom stadsdelens nordvästra och västra kant går också Vårdsätravägen, som norrut förbinder Gottsunda med Dag Hammarskjölds väg och Kungsängsleden, och därmed Uppsalas centrala delar. Andra grannstadsdelar är Valsätra i nordost och Vårdsätra i söder. 
Mellan Gottsunda och Vårdsätra ligger Södra Gottsunda, som i huvudsak är ett relativt välbeställt villaområde i stor kontrast mot det socialt utsatta Gottsunda. De bägge områdena har stora skillnader i bebyggelse, socioekonomi och andelen invånare med utländsk bakgrund, och 2018 styckades "Gamla-Södra Gottsunda" officiellt av och blev en egen stadsdel. Områdena åtskiljs av naturområdet Gottsundagipen, i folkmun "Gipen".

## Historik
Stadsdelens namn kommer av gården Gottsunda, belägen vid nuvarande Vårdsätravägen. Gutasund eller Guttasund finns dokumenterat sedan 1304. Ordledet "Gott" kan åsyfta fornsvenska mansnamnet Gute, Gutte eller folkslagbeteckningen Gutar. "Namnets bakgrund skulle då vara en hamn som brukats särskilt av gotländska farmän."  Då vattennivån i Mälaren under senmedeltiden stod fem meter högre än i dag bildade Hågaån i höjd med Lurbo bro ett smalt sund vid utloppet i Ekoln, vilket förklarar ordledet "-sunda".
Carl von Linné gjorde med sina studenter exkursioner bland annat till Gottsunda ängar.
I likhet med många nyare hyresområden i större städers utkanter drabbades Gottsunda av sociala problem efter ett par decennier. Socialtjänsten i Uppsala prövade då en linje som i media kom att kallas Gottsundamodellen. Området var 2019 av polisen klassat som ett särskilt utsatt område,
. för att 2023 få en mildare bedömning, som Riskområde.

## Gatunamn
Gatorna i Gottsunda är uppkallade efter personer, musiker och instrument som bland annat Cellovägen, Altfiolvägen, Oscar Arpis väg, Jenny Linds väg, Musikvägen, Vackra Birgers väg, Blomdahls väg, Rangströms väg, Solistvägen, Peterson Bergers väg, Dirigentvägen, Flöjtvägen, Gitarrvägen, Kontrabasvägen, Orkestervägen, Stenhammars väg, August Södermans väg, Alice Tegnérs väg, Valthornsvägen och Hugo Alfvéns väg.

## Kultur
Det kända musikbandet Labyrint har sina rötter i Gottsunda. I låten Ortens Favoriter är alla kända rappare från Uppsala med och sjunger och Labyrint är med. I Gottsunda finns också Gottsunda Dans & teater.